# Parti conservateur du Québec (1850-1935)
Pour les articles homonymes, voir Parti conservateur du Québec.
Le Parti conservateur du Québec était un parti politique au Québec, Canada.  Il a existé entre 1850 et 1935.

## Histoire
Ce parti existe d'abord sous le nom de parti bleu, formé en 1850 par les supporteurs de Louis-Hippolyte La Fontaine. Le parti bleu s'oppose aux politiques anticléricales et au radicalisme de son rival, le parti rouge de Louis-Joseph Papineau.
Le parti bleu soutient le rôle du clergé dans la société québécoise. Quelques membres du parti bleu, menés par George-Étienne Cartier du  Bas-Canada, se joignent aux supporters de John A. Macdonald du Haut-Canada pour former un gouvernement de coalition de 1857 à 1862. C'est cette coalition qui devient le Parti conservateur (alors appelé Libéral-Conservateur), qui sera l'instigateur de la confédération canadienne en 1867.

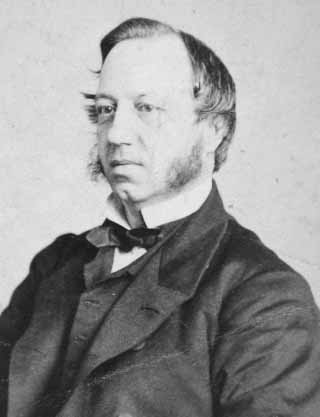
Pierre-Joseph-Olivier Chauveau est le premier chef du parti ainsi que le 1er premier ministre du Québec.

Après la Confédération, le Québec est une province canadienne et l'ancien parti bleu devient la section québécoise du parti conservateur de Macdonald. Ce parti forme le gouvernement de la province et Pierre-Joseph-Olivier Chauveau devient le premier premier ministre du Québec. Cartier est le lieutenant québécois de Macdonald à la Chambre des communes à Ottawa. Les conservateurs dominent la politique du Québec aux niveaux fédéral et provincial pendant les trente années à venir. Ils formeront le gouvernement du Québec pendant vingt-cinq ans sur trente, fournissant huit des dix premiers ministres durant cette période.
Cependant, le parti devient de plus en plus divisé entre une faction modérée et la faction ultramontaine des fondamentalistes catholiques. De plus, les liens du parti provincial avec le parti conservateur fédéral nuisent au parti provincial parce que le parti fédéral est perçu comme hostile aux Canadiens-français et au Québec. L'exécution de Louis Riel en 1885 met les Québécois en colère et nuit aux conservateurs de Macdonald lors des élections.
Après la mort de Macdonald en 1891, la coalition qui forme le parti conservateur fédéral s'effondre, en particulier sur la question des écoles du Manitoba. La résolution de cette polémique élimine la possibilité d'une présence significative des Canadiens-français dans l'ouest canadien.
Les conservateurs fédéraux perdent l'élection fédérale de 1896, en grande partie à cause de l'effondrement de leurs appuis au Québec. Le gouvernement conservateur provincial de Edmund James Flynn perd l'élection provinciale de 1897. À la suite des défaites de 1896 et de 1897, les conservateurs sont minoritaires au Québec tant à l'Assemblée législative qu'à la Chambre des communes. Le parti conservateur du Québec n'a jamais formé un autre gouvernement provincial. Le Parti libéral du Québec exerce le pouvoir sans interruption pendant les trente-huit années suivantes.
La popularité des conservateurs chute encore avec la crise de la conscription de 1917 quand le gouvernement conservateur fédéral de Robert Borden impose la conscription au Québec malgré l'opposition de la majorité de Québécois. Cet événement entraîne des émeutes dans la province.
En 1933, Maurice Duplessis devient le chef des conservateurs du Québec. L'année suivante, le parti libéral au pouvoir se divise quand un groupe de libéraux nationalistes mécontents du gouvernement de Louis-Alexandre Taschereau quitte le parti pour former l'Action libérale nationale (ALN). Duplessis approche le parti dissident et, deux semaines avant l'élection de 1935, les conservateurs et l'ALN forment une alliance sous le nom d'« Union nationale » dans le but d'éviter de diviser les votes opposés aux libéraux. Plus tard, l'alliance est formalisée et les deux groupes fondent un parti unique sous le nom d'Union nationale. Ce parti remporte l'élection de 1936 et domine la politique québécoise jusqu'à la mort de Duplessis en 1959.
Lors de l'élection générale de 1939, un vestige de l'ancien Parti conservateur présente trois candidats. Ils ne récoltent que 0,2 % des voix, et le parti se dissout peu après.

## Personnalités marquantes du parti
- Pierre-Joseph-Olivier Chauveau
- Gédéon Ouimet
- Charles-Eugène Boucher de Boucherville
- Joseph-Adolphe Chapleau
- Joseph-Alfred Mousseau
- John Jones Ross
- Louis-Olivier Taillon
- Edmund James Flynn
- Maurice Duplessis

## Chefs du Parti conservateur du Québec
- Pierre-Joseph-Olivier Chauveau 1867-1873 (premier ministre 1867-1873)
- Gédéon Ouimet 1873-1874 (premier ministre 1873-1874)
- Charles-Eugène Boucher de Boucherville 1874-1878 (premier ministre 1874-1878, 1891-1892)
- Joseph-Adolphe Chapleau 1878-1882 (premier ministre 1879-1882)
- Joseph-Alfred Mousseau 1882-1884 (premier ministre 1882-1884)
- John Jones Ross 1884-1887 (premier ministre 1884-1887)
- Louis-Olivier Taillon 1887-1896 (premier ministre 1887, 1892-1896)
- Edmund James Flynn 1896-1904 (premier ministre 1896-1897)
- Pierre-Évariste Leblanc 1905-1908
- Joseph-Mathias Tellier 1909-1915
- Philémon Cousineau 1915-1916
- Arthur Sauvé 1916-1929
- Camillien Houde 1929-1931
- Charles Ernest Gault (intérim) 1931-1932
- Maurice Duplessis 1933-1936 (plus tard, premier ministre quand il est chef de l'Union nationale)

### Élections générales
| Élection | Chef                                   | Votes   | %     | Sièges  | +/–           | Positionnement | Gouvernement                           |
| -------- | -------------------------------------- | ------- | ----- | ------- | ------------- | -------------- | -------------------------------------- |
| 1867     | Pierre-Joseph-Olivier Chauveau         | 40 474  | 53,46 | 51 / 64 |               | 1er            | Chauveau                               |
| 1871     | Pierre-Joseph-Olivier Chauveau         | 31 168  | 51,69 | 46 / 65 | 5             | 1er            | Chauveau puis Ouimet puis Boucherville |
| 1875     | Charles-Eugène Boucher de Boucherville | 44 328  | 50,99 | 43 / 65 | 3             | 1er            | Boucherville                           |
| 1878     | Joseph-Adolphe Chapleau                | 68 035  | 49,49 | 32 / 65 | 11            | 1er            | Opposition puis Chapleau               |
| 1881     | Joseph-Adolphe Chapleau                | 49 152  | 50,38 | 49 / 65 | 17            | 1er            | Chapleau puis Mousseau puis Ross       |
| 1886     | John Jones Ross                        | 68 141  | 46,19 | 26 / 65 | 23            | 2e             | Opposition                             |
| 1890     | Louis-Olivier Taillon                  | 71 695  | 45,39 | 23 / 73 | 3             | 2e             | Opposition                             |
| 1892     | Charles-Eugène Boucher de Boucherville | 91 579  | 52,41 | 51 / 73 | 28            | 1er            | Boucherville puis Taillon puis Flynn   |
| 1897     | Edmund James Flynn                     | 98 941  | 43,82 | 23 / 74 | 28            | 2e             | Opposition                             |
| 1900     | Edmund James Flynn                     | 43 277  | 41,85 | 7 / 74  | 16            | 2e             | Opposition                             |
| 1904     | Edmund James Flynn                     | 30 331  | 26,73 | 7 / 74  | en stagnation | 2e             | Opposition                             |
| 1908     | Pierre-Évariste Leblanc                | 97 738  | 39,92 | 14 / 74 | 7             | 2e             | Opposition                             |
| 1912     | Joseph-Mathias Tellier                 | 125 277 | 43,01 | 16 / 81 | 2             | 2e             | Opposition                             |
| 1916     | Philémon Cousineau                     | 73 147  | 35,09 | 6 / 81  | 10            | 2e             | Opposition                             |
| 1919     | Arthur Sauvé                           | 21 990  | 16,96 | 5 / 81  | 1             | 2e             | Opposition                             |
| 1923     | Arthur Sauvé                           | 114 285 | 39,32 | 20 / 85 | 15            | 2e             | Opposition                             |
| 1927     | Arthur Sauvé                           | 109 105 | 34,31 | 9 / 85  | 11            | 2e             | Opposition                             |
| 1931     | Camillien Houde                        | 213 223 | 43,54 | 11 / 90 | 2             | 2e             | Opposition                             |
| 1935     | Maurice Duplessis                      | 98 435  | 18,35 | 16 / 90 | 5             | 3e             | Opposition                             |